# Saucer Country
Saucer Country — серия комиксов, которую в 2012—2013 годах издавала компания Vertigo.

## Синопсис
Аркадия Альварадо баллотируется в президенты от Демократической партии и заявляет, что её похищали пришельцы.

## Коллекционные издания
| Название                                       | Тип            | Дата выхода      | Собранный материал   | Кол-во страниц | ISBN                       | Предполагаемый объём продаж (первый месяц) |
| ---------------------------------------------- | -------------- | ---------------- | -------------------- | -------------- | -------------------------- | ------------------------------------------ |
| Saucer Country Vol. 1: Run                     | Мягкая обложка | 21 ноября 2012   | Saucer Country #1-6  | 144            | 978-1401235499, 1401235492 | 2 314, позиция в Северной Америке — 26     |
| Saucer Country Vol. 2: The Reticulan Candidate | Мягкая обложка | 7 августа 2013   | Saucer Country #7-14 | 176            | 978-1401240479, 140124047X | 1 384, позиция в Северной Америке — 58     |
| Saucer Country                                 | Мягкая обложка | 12 сентября 2017 | Saucer Country #1-14 | 320            | 978-1684050956, 1684050952 | 376, позиция в Северной Америке — 254      |

## Отзывы
На сайте Comic Book Roundup серия имеет оценку 8,1 из 10 на основе 47 рецензий. Джои Эспозито из IGN дал первому выпуску 8 баллов из 10 и похвалил художника, однако отметил, что проблемой в его работе является окраска. Джеймс Хант из Comic Book Resources сравнил комикс с сериалами «Секретные материалы» и «Западное крыло». Дэвид Пепос из Newsarama поставил дебюту оценку 8 из 10 и посчитал, что Келли привносит в него «определённый визуальный стиль Vertigo». Мэт Эльфринг из Comic Vine вручил пятому выпуску 5 звёзд из 5 и написал, что он «большой поклонник этой серии».

### Награды
| Год  | Награда    | Категория          | Результат | Пр.    |
| ---- | ---------- | ------------------ | --------- | ------ |
| 2013 | Hugo Award | Best Graphic Story | Номинация | [ 13 ] |